# Malibu, CA
Malibu, CA  è una sitcom statunitense in 52 episodi trasmessi per la prima volta nel corso di 2 stagioni dal 1998 al 2000, incentrata sulle vicende dei due fratelli Scott (Trevor Merszei) e Jason Collins (Jason Hayes), che si trasferiscono a Malibù, in California, da New York.

## Trama
I due fratelli gemelli Scott e Jason Collins si trasferiscono da New York City a Malibu, in California, per andare a vivere con il padre, Pete, dopo che la madre si è dovuta recare per lavoro in Arabia Saudita. Scott è un abile nuotatore e sogna di diventare un cronista sportivo mentre l'unico interesse di Jason sono le ragazze, con le quali cerca sempre di ottenere un appuntamento anche se questo significa ferire altre persone. I due fratelli spesso rompono la quarta parete per affrontare il pubblico, allo stesso modo di Zack Morris in Bayside School.

## Personaggi e interpreti
- Scott Collins (52 episodi, 1998-2000), interpretato da Trevor Merszei.
- Jason Collins (52 episodi, 1998-2000), interpretato da Jason Hayes.
- Peter Collins (52 episodi, 1998-2000), interpretato da Edward Blatchford.
È il padre di Scott e Jason e proprietario del Lighthouse, un ristorante a Malibu.
- Murray Updyke (52 episodi, 1998-2000), interpretato da Brandon Brooks.
È il figlio non riconosciuto di un ricco magnate del petrolio ed è un surfista che gestisce il Surf Shack, un negozio di fronte al mare, dove i navigatori possono noleggiare tavole e altri oggetti, che Peter poi prende in gestione. Anche se è un po' fastidioso, Murray è un vero amico per i due ragazzi.
- Jennifer 'Stads' Stadler (30 episodi, 1998-1999), interpretata da Wendi Kenya.
Appare nella prima stagione ed in alcuni episodi della seconda; è una bagnina bionda e atletica, con atteggiamenti da maschiaccio, che lavora in spiaggia. Inizialmente è molto innamorata di Scott, ma finisce poi per fidanzarsi con Jason. Il loro rapporto è tempestoso perché Stads batte di solito Jason in tutto. Alla fine i due rompono il rapporto dopo che Jason ha baciato Samantha, la migliore amica di Stads. Dopo che s isono riconciliati, Stads accetta un lavoro in Europa e rompe con Jason una seconda volta definitivamente.
- Traycee Banks (26 episodi, 1999-2000), interpretata da Priscilla Taylor.
È un personaggio ricorrente nella prima stagione poi promosso nel cast principale nella seconda stagione. Possiede una quantità enorme di costumi da bagno, ama il colore rosa ed è un'attrice. Vive inizialmente in un suo appartamento, ma si trasferisce poi a casa di Lisa. Trova una parte nel ruolo della dottoressa Sheila Lowenstein sulla soap opera Malibu Hospital, ma dopo che la serie viene annullata decide di andare a scuola di medicina. La sua bellezza attrae molti uomini, particolarità che i suoi amici a volte usano a loro vantaggio.
- Samantha Chapman (26 episodi, 1998-1999), interpretata da Gina May.
Appare solo nella prima stagione; è una ragazza brunetta e migliore amica di Stads, oltre che vicina di casa di Scott, Jason, e Peter. Scott e Jason inizialmente si mettono in competizione per conquistarla; alla fine la spunta Scott e Jason inizia una relazione con Stads. Samantha è un'attivista ambientalista che protesta contro l'estrazione del petrolio e la costruzione di edifici che minacciano l'esistenza del Surf Shack, gestito dal suo amico d'infanzia Murray. Ad un certo punto cerca anche di diventare fotomodella e sta quasi per trasferirsi a Parigi con un fotografo di dubbia moralità, poi Scott la convince a cambiare idea.
- Lisa Jones (26 episodi, 1999-2000), interpretata da Marquita Terry.
È una studentessa di medicina che diventa in seguito medico in un ospedale. Ha la tendenza ad essere prepotente e irascibile, soprattutto con la compagna di appartamento Traycee. In un episodio obbliga Traycee a lasciare l'appartamento dopo un litigio, ma dopo che la sua nuova coinquilina, una pazza fan del wrestling, la spaventa, si riconcilia con Traycee e torna con lei. Mette in piedi poi una relazione con Scott.
- Alex Kaufman (19 episodi, 1999-2000), interpretata da Suzanne Davis.
È una bagnina che arriva in città dopo la partenza di Stads. Alex ama Malibu e uscire con i suoi amici. Prende in simpatia Murray e cerca di sfondare come cantante.

## Produzione
La serie, ideata da Peter Engel e Carl Kurlander, fu prodotta da NBC Enterprises e Peter Engel Productions e girata negli Hollywood Center Studios a Hollywood in California.

### Registi
Tra i registi sono accreditati:
- Gary Shimokawa

### Sceneggiatori
Tra gli sceneggiatori sono accreditati:
- Mark J. Gordon in 2 episodi (1999)
- Carl Kurlander in un episodio (1998)
- Brett Dewey
- Mark Lavine
- Renee Palyo
- Troy Searer
- Bob Underwood

## Distribuzione
La serie fu trasmessa negli Stati Uniti dall'11 ottobre 1998 al 20 maggio 2000 in syndication. In Italia è stata trasmessa nell'estate del 2002 su Italia 1 con il titolo originale statunitense.
Alcune delle uscite internazionali sono state:
- negli Stati Uniti l'11 ottobre 1998 (Malibu, CA)
- in Francia il 20 marzo 2001 (Les californiens)
- in Australia (Malibu)
- in Italia nell'estate 2002 (Malibu, CA)

## Episodi
| Stagione         | Episodi           | Prima TV USA | Prima TV Italia |
| ---------------- | ----------------- | ------------ | --------------- |
| Prima stagione   | 26                | 1998-1999    | 2002            |
| Seconda stagione | 26 (13 in Italia) | 1999-2000    |                 |